# L'amore non basta (film)
L'amore non basta è un film del 2008, diretto da Stefano Chiantini.

## Trama
Martina, una ragazza allegra e piena di interessi, lavora come hostess, ma è anche iscritta all'università e studia il violino e la fotografia. Il suo ex ragazzo, Angelo, benché abbia paura di volare, prende l'aereo per avere il pretesto di "dimenticare" un diario d'amore a lei dedicato. La ragazza lo legge e si commuove per l'amore semplice e profondo che lui le dimostra. Tornando a L'Aquila, la sua città, per qualche giorno di ferie, Martina, col pretesto di restituire il diario "dimenticato", riprende la relazione già interrotta e ripresa più volte. Come finirà questa volta?

## Realizzazione
Il film è stato girato completamente a L'Aquila, stupendamente fotografata prima del terremoto del 2009, e paesi limitrofi. L'aeroporto è quello di Preturo.